# Aneta Kręglicka
Aneta Beata Kręglicka (n. 23 martie 1965, Szczecin, Polonia) este, până în prezent, singura poloneză ca a fost aleasă ca Miss World. Ea a fost aleasă Miss World, în anul 1989, la concursul de frumusețe din Hong Kong. În prealabil ea câștigase titlul de Miss Polonia și a devenit a doua clasată la concursul Miss International din Tokio. Aneta Kręglicka, studiase mai înainte la Facultatea de Științe economice din Danzig. După câștigarea în anul 1989 a titlului de Miss World, a deschis firma Public Relations. Este căsătorită cu regizorul polonez Maciej Żak.